# Santa Maria della Scala (titre cardinalice)
La diaconie cardinalice de Santa Maria della Scala est érigée par le pape Alexandre VII le 14 janvier 1664 et rattachée à l'église Santa Maria della Scala qui se trouve dans le rione de Trastevere à Rome.

## Titulaires
| - Paolo Savelli (1664-1669) - Buonaccorso Buonaccorsi (1670-1678) - Gianfrancesco Ginetti (1681-1682) - Vacant (1682-1686) - Johannes Walter Sluse (1686-1687) - Rinaldo d'Este (1688-1695) - Domenico Tarugi (1696) - Vacant (1696-1706) - Carlo Colonna (1706-1715) - Vacant (1715-1724) - Alessandro Falconieri (1724-1734) - Louis Antoine de Bourbon (1735-1754) - Vacant (1754-1766) - Saverio Canale (1766-1773) - Vacant (1773-1777) - Gregorio Antonio Maria Salviati (1777-1780) - Filippo Campanelli (1789-1790) - Vacant (1790-1800) - Luis María de Borbón y Vallábriga, titre pro illa vice (1800-1823) | - Vacant (1823-1843) - Paolo Mangelli Orsi (1843-1844) - Vacant (1844-1853) - Prospero Caterini (1853-1876) in commendam (1876-1881) - Pietro Lasagni (1882-1885) - Augusto Theodoli (1886-1892) - Girolamo Maria Gotti (1895-1916) - Vacant (1916-1921) - Camillo Laurenti (1921-1935); titre pro illa vice (1936-1938) - Vacant (1938-1946) - José María Caro Rodríguez, titre pro illa vice (1946-1958) - Julius August Döpfner, titre pro illa vice (1958-1976) - Vacant (1976-1994) - Carlos Oviedo Cavada, titre pro illa vice (1994-1998) - François-Xavier Nguyên Van Thuán (2001-2002) - Stanisław Nagy (2003-2013) - Ernest Simoni (2016-) |